# Tarenna mussaendoides
Tarenna mussaendoides är en måreväxtart som först beskrevs av William Grant Craib, och fick sitt nu gällande namn av Khoon Meng Wong. Tarenna mussaendoides ingår i släktet Tarenna och familjen måreväxter. Inga underarter finns listade i Catalogue of Life.